# Exploitation sexuelle des enfants à des fins commerciales
Pour des articles plus généraux, voir Exploitation sexuelle et Pédocriminalité.
L'exploitation sexuelle des enfants à des fins commerciales (ESEC) est une transaction commerciale portant sur l'exploitation sexuelle d'un enfant ou d'une personne n'ayant pas atteint la majorité sexuelle. L'ESEC recouvre plusieurs types d'abus : prostitution enfantine (sexe de survie, prostitution de rue,  tourisme sexuel impliquant des enfants, réseau de prostitution, proxénétisme intra-familial), la pédopornographie (y compris les abus sexuels diffusés en direct sur Internet), le strip-tease d'enfants, les massages érotiques, les lignes roses, l'exploitation par internet et le mariage forcé précoce.
L'UNICEF et le Fonds des Nations unies pour la population estiment que 2 millions d'enfants sont, chaque année, victimes d'exploitation dans la prostitution ou la pornographie.

## Terminologie et définitions
En français, on parle d'exploitation sexuelle des enfants à des fins commerciales, abrégée ESEC ou d'exploitation sexuelle commerciale des enfants.
À l'issue du premier Congrès Mondial contre l’Exploitation Sexuelle des Enfants et Adolescents, qui s’est tenu en 1996 à Stockholm, en Suède, la Déclaration et le Plan d’action adoptés par les parties déclarent que l'ESEC est :

« Une atteinte aux droits fondamentaux de l'enfant. Elle comprend l’abus sexuel par l’adulte et une rétribution en nature ou en espèces, versée à l’enfant ou à une ou plusieurs tierces personnes. L’enfant y est traité comme un objet sexuel et comme un objet commercial. L’exploitation sexuelle des enfants à des fins commerciales constitue une forme de coercition et de violence exercée contre les enfants, et équivaut à un travail forcé et à une forme contemporaine d’esclavage. »

L'ESEC est souvent associée au trafic des enfants, défini comme : « Le recrutement, le transport, le transfert, l'hébergement ou l'accueil d'un enfant aux fins d'exploitation » ; un enfant est une personne n'ayant pas atteint l'âge de 18 ans. Toutefois, les enfants victimes de traite humaine ne le sont pas tous en vue d'une exploitation sexuelle à des fins commerciales. En outre, les abus sexuels sur les victimes du trafic d'enfants au travail ne relèvent pas tous du champ de l'ESEC. De même, l'ESEC s'inscrit dans autres formes d'abus sur mineurs et d'abus sexuel sur mineurs, y compris le viol pédophile et la violence familiale ; cependant elle ne se confond pas automatiquement avec ces actes.
L'ESEC inclut les abus sexuels diffusés en direct sur Internet,,,.

## Types d'exploitation sexuelle commerciale

### Prostitution
Selon le Haut-Commissariat des Nations unies aux droits de l'homme, la prostitution enfantine est « l’utilisation d’un enfant aux fins d’activités sexuelles, en offrant ou en promettant de l’argent ou toute autre forme de rémunération de paiement ou d’avantage, que cette rémunération, ce paiement, cette promesse ou cet avantage soit fait à l’enfant ou à un tiers. » La prostitution fait partie des activités affectant les plus jeunes : près de 80 % des personnes prostituées adultes ont commencé leurs activités à un âge compris entre 11 et 14 ans. Les enfants prostitués sont exposés à des dangers quant à leur santé physique et mentale, aux risques de grossesse précoce et de contracter des infections sexuellement transmissibles, notamment le VIH. Les législations ne protègent pas efficacement les enfants et les victimes sont parfois traitées en délinquantes.

#### Tourisme sexuel sur les mineurs
Le  tourisme sexuel impliquant des enfants désigne les activités de tourisme menées par des prédateurs afin s'adonner à la prostitution enfantine. Le tourisme sexuel et le trafic sexuel procurent des revenus financiers dans divers pays,. Dans certains États pauvres le gouvernement encourage le tourisme sexuel impliquant des enfants[réf. nécessaire] et n'inflige que des amendes légères en cas de prestation sexuelle tarifée. La demande, en 2012, provient principalement des pays riches ; en 2012, selon le rapporteur spécial des Nations unies sur la vente et l'exploitation sexuelle des enfants, « les pays d'origine des touristes internationaux pédophiles varient selon les régions, mais la demande est généralement reconnue comme venant des pays industrialisés, y compris les plus riches pays d'Europe, d'Amérique du Nord, de la fédération de Russie, du Japon, d'Australie et de Nouvelle-Zélande. » De nombreuses agences de voyages proposent des guides sur les divertissements exotiques, ce qui incite davantage d'hommes à réclamer des séjours à des fins d'activité sexuelle.

### Pédopornographie
La pédopornographie est « toute représentation, par quelque moyen que ce soit, d'un enfant s'adonnant à des activités sexuelles explicites, réelles ou simulées, ou toute représentation des organes sexuels d'un enfant, à des fins principalement sexuelles ». Ces représentations englobent les photographies, les livres, les enregistrements audio et les vidéos montrant des enfants qui pratiquent des actes sexuels avec d'autres enfants, avec des adultes et avec des objets. Les enfants sont livrés à l'exploitation, au viol, à la pédophilie et, dans les cas extrême, à l'homicide.
La pornographie constitue souvent un point d'entrée dans l'industrie du sexe. De nombreux proxénètes obligent des enfants à entrer dans les circuits pornographiques dans l'objectif de banaliser les actes aux yeux des victimes. Les proxénètes utilisent ensuite le matériel pornographique pour exercer un chantage sur l'enfant et pour extorquer des fonds aux clients.

#### Abus sexuels diffusés en direct sur Internet
Les enfants victimes d'abus sexuels diffusés en direct sur Internet sont contraints d'exécuter des actes sexuels en temps réel devant une webcam, tout en visionnant le client et en suivant ses ordres. Cet acte se produit dans des lieux surnommés « antres du cybersexe » : il peut s'agir d'habitations, d'hôtels, de bureaux, de cybercafés et d'autres lieux commerciaux. Les trafiquants font la publicité des enfants sur Internet afin de racoler les clients et les prédateurs de l'étranger recherchent souvent ces prestations illégales et tarifées,,,.

## Causes
Au niveau macro-économique, l'ESEC repose sur la mondialisation du marché des clients et sur l'arrivée de nouveaux biens et services, qui facilitent de nouveaux modes de consommation. Le prix offert aux parents pour leur enfant est souvent trop élevé pour qu'ils refusent cette vente, parce que leurs ressources correspondent au seuil de pauvreté, voire lui sont inférieures. Les enfants sont livrés à l'acheteur sans qu'ils sachent dans quel but.
D'autres variables à l'échelle macro-économique sont l'extension des sites de construction et des bases militaires dans les pays en développement. Ces infrastructures attirent une clientèle souhaitant exploiter sexuellement des enfants moyennant d'importantes sommes d'argent. Dans ces infrastructures, les hommes qui participent à l'ESEC viennent le plus souvent de pays développés et ils n'ont aucun scrupule envers les enfants. « La rumeur circule que le personnel militaire est largement surreprésenté dans les listes de transactions pédophiles saisies par certains services de police ».
Les familles qui vendent leurs filles aux bordels ont tendance à récidiver avec leurs filles cadettes. Celles-ci sont moins réticentes à partir, car leurs sœurs aînées leur racontent le grand train de vie qu'elles mènent en ville. Les cadettes admirent les vêtements occidentaux et l'argent des aînées. Puis ces cadettes s'engagent dans la prostitution sans vraiment comprendre dans quel milieu elles plongent.
D'après Kevin Bales, la recrudescence des enfants vendus aux réseaux de prostitution reflète l'évolution industrielle d'un pays sur les cinquante dernières années. En Thaïlande, les petites filles proviennent souvent de régions du nord du pays où, en raison de la difficulté à cultiver les terrains et de la dépendance aux récoltes agricoles, les familles peuvent considérer que leurs filles sont des marchandises.

## Dangers et conséquences
Que les enfants soient victimes de pornographie, des bordels ou de trafic humain, tous sont exposés aux risques de subir des infections sexuellement transmissibles, des violences physiques et psychologiques. D'après les enquêtes, « entre 50 % et 90 % des enfants présents dans les bordels d'Asie du Sud-Est sont porteurs du VIH ». Dans bien des cas, les enfants qui sont forcés d'entrer dans l'industrie du sexe subissent des coups et des viols jusqu'à ce qu'ils en soient brisés et renoncent à s'enfuir. Les dangers physiques qui guettent les enfants sont également l'infertilité, le cancer du col de l'utérus, les agressions et parfois le meurtre. En outre, de nombreuses filles risquent des grossesses précoces. Enfin, celles qui sont repérées comme porteuses du VIH sont jetées hors des bordels et n'ont nulle part où se réfugier. Beaucoup d'enfants « abolissent la connexion consciente entre leur esprit et leur corps » afin de survivre à ces tragédies. En agissant de la sorte, ils commencent à penser qu'ils ne sont rien de mieux que des « putains » et certains développent des pensées suicidaires,. Les autres affections touchant ces jeunes sont les troubles du sommeil, les troubles alimentaires, des troubles de l'identité sexuelle ou de genre, l'hystérie et même la fureur homicide.
Outre les dangers physiques et psychiques, les victimes ont peur des lois. De nombreuses femmes et filles sont transportées clandestinement dans d'autres pays. Si elles parviennent à échapper au bordel ou au proxénète, elles ne tardent pas à attirer l'attention des autorités. Or, elles ne possèdent aucun document légal, et sont donc emprisonnées. Si elles sont placées dans des prisons locales, les femmes et les enfants subissent souvent de nouveaux sévices et une nouvelle exploitation aux mains des policiers.

## Prévalence
En raison de la nature clandestine de l'ESEC, il est impossible de définir sa portée avec précision ; toutefois, l'Organisation internationale du travail (OIT) propose une estimation en 2003 sur le travail des enfants, indiquant qu'il y a 1,8 million de mineurs victimes d'exploitation dans la prostitution ou dans la pornographie à l'échelle mondiale.
L'UNICEF et le Fonds des Nations unies pour la population estiment que 2 millions d'enfants sont, chaque année, victimes d'exploitation dans la prostitution ou la pornographie.

## Traités internationaux
En 1989, l'Assemblée générale des Nations unies adopte la Convention internationale des droits de l'enfant, premier accord international qui reconnaisse les droits humains des enfants, qui énonce que la protection contre l'exploitation sexuelle est un droit fondamental des mineurs. Notamment, par l'article 34 les pays signataires s'engagent à empêcher : 

« que des enfants ne soient incités ou contraints à se livrer à une activité sexuelle illégale ;
b) Que des enfants ne soient exploités à des fins de prostitution ou autres pratiques sexuelles illégales ;
c) Que des enfants ne soient exploités aux fins de la production de spectacles ou de matériel de caractère pornographique. »

À l'issue du premier Congrès Mondial contre l’Exploitation Sexuelle des Enfants et Adolescents, en 1996, 122 pays reconnaissent la Déclaration et l'Agenda pour l’action, qui redéfinit formellement la prostitution enfantine comme une ESEC et engage les signataires à développer et appliquer des programmes d'action nationaux contre celles-ci. Un deuxième congrès mondial sur le même sujet a eu lieu en 2001,.
Après ces conférences internationales, les Nations unies prennent de nouvelles mesures de lutte contre les ESEC. Entre 2002 et 2003, l'ONU adopte le Protocole facultatif sur la vente d'enfants, la prostitution des enfants et la pornographie mettant en scène des enfants, dont les engagements sont plus détaillés quant à la protection des enfants. De nombreux pays ont ratifié ce protocole. L'ONU adopte aussi le Protocole additionnel à la Convention des Nations Unies contre la criminalité transnationale organisée visant à prévenir, réprimer et punir la traite des personnes, en particulier des femmes et des enfants, premier traité international qui définisse formellement la traite d'êtres humains,. En outre, des agences spécialisées de l'ONU — Institut interrégional de recherche des Nations unies sur la criminalité et la justice, Office des Nations unies contre les drogues et le crime, Organisation internationale du travail et Organisation mondiale du tourisme — ont coordonné leurs efforts pour combattre l'ESEC par des enquêtes, des collectes de données, des signalements, des formations, ainsi que l'élaboration et la mise en œuvre d'une stratégie contre la traite des êtres humains.
Le comité qui a porté le Protocole facultatif a également déployé davantage d'efforts pour obtenir des données plus précises sur l'exploitation sexuelle des enfants. Le rapport mondial sur la traite des personnes en 2012 montre que, avec l'application du Protocole, les pays où l'exploitation sexuelle des enfants n'est pas criminalisée ont diminué de moitié. Au niveau régional, les condamnations pour la traite des êtres humains ont connu une augmentation,.
En 2010, l'ONU se dote d'un Plan d’action mondial pour la lutte contre la traite des personnes.

### Documentation
- Alisa Jordheim, Made in the U.S.A.: The Sex Trafficking of America's Children, HigherLife Publishing, 2014 (ISBN 978-1939183408)